# Малые Меми
Ма́лые Меми́ (тат. Күлбаш, чув. Кӳлпуç) — село в Кайбицком муниципальном районе Татарстана. Является административным центром Маломеминского сельского поселения.

## География
Расположено на берегу двух озёр (одно из них — Большое), в 2,5 км от реки Свияга, в 100 км от Казани и в 20 км на восток-северо-восток от районного центра — села Большие Кайбицы.

## История
Село образовано чувашами, ушедшими от российских карательных отрядов после поражения в крестьянской войне 1773—1775 гг. в присвяжские болота. В конце XIX века жители села были обращены в русское православие.
По другим сведениям, село основано в XVII веке.
Жители — в XVIII веке — 1-й половине XIX века государственные крестьяне; занимались земледелием, животноводством. В начале XX века действовали школа Братства святителя Гурия (открыта в 1883 году), 2 ветряные мельницы, 2 кузницы, 2 мелочные лавки.
Малые Меми входили в куст  межбрачных поселений чуваш-язычников, в который также входили деревни Подлесная, Иваново, Латышево, Тенеево, Пуянкасы, Старобуяново, Шимкусы, Новобуяново и Алдиарово Янтиковского района Чувашии, Чашлама и Шигали Урмарского района Чувашии, Байбахтино и посёлок им. Кирова Комсомольского района Чувашии, Хозесаново, Бушанча, Малое Русаково и Старое Тябердино Кайбицкого района Татарстана, Ясашно-Барышево Апастовского района Татарстана, Большие Меми, Озеро и Канаш Верхнеуслонского района Татарстана. К настоящему времени прежние связи между этими деревнями прерваны, так как не проводятся общие праздники, не используются другие формы поддержания связей.
Административно-территориальная принадлежность
До 1920 года село входило в Ивановскую волость Свияжского уезда Казанской губернии. С 1920 года — в составе Свияжского кантона Татарской АССР. В составе Ульянковского (с 14 февраля 1927 года), Кайбицкого (с 1 августа 1927 года), Буинского (с 1 февраля 1963 года), Апастовского (с 4 марта 1964 года) районов, с 19 апреля 1991 года — вновь в Кайбицком районе.
Религия
По состоянию на конец XIX — начало XX века жители деревни Малые Меми были прихожанами Петропавловской церкви села Куланга (каменная, построена в 1802 году на средства прихожан, двухпрестольная, главный престол — во имя Апостолов Петра и Павла, придельный — во имя Святых благоверных мучеников Бориса и Глеба).
В 80-х годах XIX века имели место случаи перехода жителей деревни в ислам: 

В Казанской епархии отпадения повлияли на настроения неустойчивых в религиозной ориентации чувашей некоторых селений Свияжского (села Большие и Малые Меми, Киксары), Цивильского <…> уездов <…>. Официальные христиане, но сохранявшие в быту приверженность «язычеству» и постоянно общавшиеся с соседями мусульманами — так охарактеризованы в отчетах по епархии в 80-90-х годах XIX в. чуваши этих селений (Отчет БСГ 1883: 755-767, 1887: 76, 1890: 169-170). Описывая их язык и культуру в начале XX в., священник А. Пчелов отмечал, что местные чуваши «не то чуваши, не то татары», так как говорили на «исковерканном» на чувашский лад татарском языке, носили татарские одежды, а киксарцы приглашали на похороны, поминки и празднование семика муллу (НА ЧГИГН: 542). — Ягафова Е.А.

## Название
Татарский и чувашский варианты топонима произошёл от ойконима «Күлбаш» — «начало озера», русский вариант — от слова «малый» и ойконима «Меми».
Прежние названия
Малые Меми (Малые Мими) (1781), Малые Мими (Кульбаши) (1859), Малые Меми (Кульбаш) (1897).

## Население
| Год     | 1897 | 1907 | 1911 | 1920 | 1926 | 1938 | 1949 | 1958 | 1970 | 1979 | 1989 | 2002 | 2010 |
| ------- | ---- | ---- | ---- | ---- | ---- | ---- | ---- | ---- | ---- | ---- | ---- | ---- | ---- |
| Жителей | ↗579 | ↗714 | ↗770 | ↗805 | ↘713 | ↗745 | ↘728 | ↘542 | ↘516 | ↗578 | ↘388 | ↗410 | ↘380 |

Согласно спискам, составленным в 1781—1782 годах, в деревне проживали 25 мужчин . По спискам 1859 года, в деревне было 46 дворов, в которых проживали 137 мужчин и 148 женщин. 
По данным Всероссийской переписи населения 2002 года в селе проживали 410 человек, преобладающая национальность — чуваши (95%).
В селе живут в основном чуваши, в местной школе идёт преподавание на чувашском, татарском и русском языках.

## Экономика
Основные занятия населения: полеводство, молочное скотоводство. Основными источниками доходов домохозяйств являются работа в государственных бюджетных организациях и мелкая предпринимательская деятельность.

## Инфраструктура
В селе имеются: школа (с преподаванием чувашского языка), сельский дом культуры (чувашская фольклорная группа), фельдшерский пункт, отделение связи, МДОУ (ясли-сад), два магазина.

## Праздники
До 1960-х годов в селе отмечался традиционный чувашский праздник Семик. Отмечали праздник в последнюю неделю перед Днём Святой Троицы. Начинали в четверг с вечера и заканчивался в День Святой Троицы. На Семик съезжались чуваши из деревень Табар-Черки, Большие Меми, Озеро и Канаш, Бушанча, Малое Русаково, Шимкусы, Ясашно-Барышево. На Семик в селе на центральной улице Хусан касси ставили большие качели, молодёжь водила хороводы, устраивала игры.
В настоящее время главный сельский праздник — День Святой Троицы. На этот праздник собираются родственники, включая и тех, кто не живёт в селе, посещают могилы предков. В прошлом в этот день проходили народные гулянья, вплоть до начала 1990-х годов на этот праздник посередине деревни устанавливались большие качели, но в настоящее время все эти традиции забыты. По мнению тех жителей деревни, кто исповедует православие, массовые гулянья в этот день греховны. В этот день требуется не веселиться, а скорбеть об умерших.
С советских времён также осталась традиция отмечать татарский народный праздник Сабантуй.
Традиционные чувашские праздники не отмечаются из-за их связи с традиционными чувашскими верованиями, противоречащими требованиям христианства в настоящее время и государственной идеологии в советский период.

## Уроженцы
Ерусланова Раиса Ильинична (р. 1938, Мало-Меми, Кайбицкий район, Татарская АССР) — государственный деятель. Работала главным врачом (1962—1971) Республиканской стоматологической поликлиники Министерства здравоохранения Чувашской АССР, председателем обкома профсоюза медицинских работников республики (1971—1975), заместителем председателя исполкома Чебоксарского городского совета (1975—1979), министром социального обеспечения Чувашской АССР (1979—1984), заместителем председателя Совета Министров Чувашской АССР (1984—1992), министром социальной защиты населения Чувашской Республики (1992—1994). В 1994—2014 директор Чебоксарского филиала Московского государственного социального университета (с 2005 года — Чебоксарский филиал Российского государственного социального университета). Заслуженный работник социальной защиты населения Чувашской Республики (1998), заслуженный работник социальной защиты населения Российской Федерации (2004). Почётный работник высшего профессионального образования Российской Федерации (2007). Награждена орденом Дружбы народов, орденом и медалью ордена «За заслуги перед Чувашской Республикой».